# Accord Canada–États-Unis–Mexique
L'Accord Canada–États-Unis–Mexique (ACEUM) est un accord de libre-échange entre les États-Unis, le Mexique et le Canada, entré en vigueur le 1er juillet 2020. Il fait suite à l'accord précédent entre ces trois pays d'Amérique du Nord, l'ALENA.
Il est appelé en anglais : United States–Mexico–Canada Agreement ou Canada–United States–Mexico Agreement, USMCA ou CUSMAet en espagnol : Tratado entre México, Estados Unidos y Canadá, T-MEC.
L'ACEUM est le résultat de la renégociation en 2017-2018 de l'ALENA par les États membres. Les États ont accepté, de manière informelle, les conditions le 30 septembre 2018 puis le traité a été officiellement signé le 30 novembre 2018 en marge du G20 à Buenos Aires, en Argentine. L'accord est entré en vigueur le 1er juillet 2020,.

## Histoire

### Contexte
L'Accord Canada–États-Unis–Mexique (ACEUM) est basé sur l'Accord de libre-échange nord-américain (ALENA), entré en vigueur le 1er janvier 1994. L'accord est le résultat de plus d'un an de négociations, y compris des menaces de tarifs par les États-Unis contre le Canada en plus de la possibilité de séparer les accords bilatéraux.
Lors de la campagne de l'élection présidentielle américaine de 2016, Donald Trump a promis de renégocier l'ALENA. Dès son élection, le nouveau président a procédé à un certain nombre de changements affectant les relations commerciales avec d'autres pays. Le retrait de l'accord de Paris, la décision de quitter les négociations pour l'accord de partenariat transpacifique et l'augmentation sensible des tarifs avec la Chine ont été certaines des mesures prises avant les accords sur l'ALENA.

### Négociations
Un premier accord entre les États-Unis et le Mexique a été atteint avant la finalisation avec le Canada. Étant donné que le président mexicain sortant, Enrique Peña Nieto, a quitté ses fonctions le 1er décembre 2018 et que 60 jours de période d'examen ont été nécessaires, la date limite pour fournir le texte d'accord était le 30 septembre 2018. Les négociateurs ont couru contre la montre avant d'aboutir à un accord moins d'une heure avant minuit à cette date. L'accord entrera en vigueur après avoir été adopté sous forme de loi et signé par chaque pays.
Le 1er octobre 2018, le Canada et les États-Unis sont tombés d'accord sur les conditions de l'ACEUM.
En mai 2019, les États-Unis suppriment les droits de douane supplémentaires qu'ils ont mis en place récemment contre l'acier et l'aluminium venant du Canada et du Mexique.
Le 10 décembre 2019, une nouvelle mouture de l'ACEUM est signée à Mexico par les représentants des trois pays concernés. Elle prend en compte des amendements exigés par le Congrès américain concernant notamment un contrôle de la mise en œuvre effective de la réforme de la législation du travail au Mexique. Ce nouveau texte doit maintenant être ratifié par les parlements.

## Dispositions

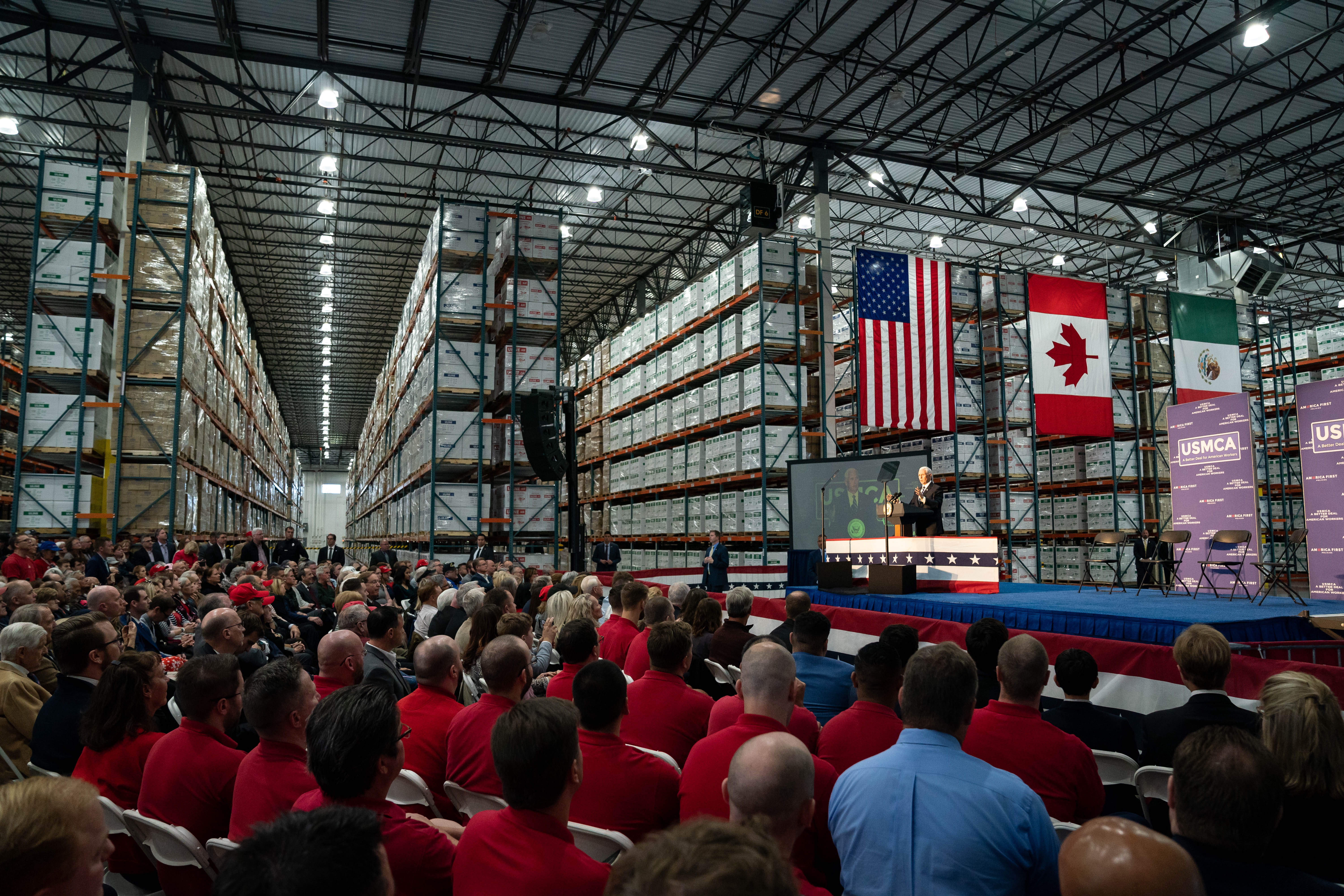
Discours Mike Pence (ex vice-président) lors d'un accord entre les États-Unis, le Mexique et le Canada, le 23 octobre 2019 (Photo officielle de la Maison Blanche par Myles Cullen)

Les dispositions de l'accord couvrent un grand nombre de domaines, dont les produits agricoles, les produits manufacturés, les conditions de travail et le commerce numérique. Les aspects importants de l'accord ont donné aux producteurs laitiers américains un plus grand accès au marché canadien, des lignes directrices pour une plus grande proportion d'automobiles fabriquées aux États-Unis ou au Mexique et le maintien d'un système de règlement des différends similaire à ce qui était inclus dans l'ALENA. Les dispositions sur les produits laitiers sont semblables, mais légèrement supérieures, à celles que le Canada a acceptées dans l'accord de partenariat transpacifique (TPP), donnant aux États-Unis l'accès à 3,6 %, au lieu de 3,25 % en vertu du TPP, des 15,2 milliards de dollars[pas clair] (en 2016) du marché canadien des produits laitiers,. Le Canada a convenu d'éliminer les dispositions de la Classe 7 en matière de prix sur certains produits laitiers, tandis que le système de gestion des approvisionnements reste en place sur le marché intérieur canadien. Le Canada a accepté de faire passer la franchise-valeur de 20 à 150 dollars.
Pour bénéficier des tarifs de douane nuls, une voiture ou un camion doit avoir 75 % de ses composants fabriqués au Canada, au Mexique ou aux États-Unis, une augmentation substantielle par rapport à l'exigence actuelle de 62,5 %. En outre, au moins 30 % des travaux sur le véhicule doivent être effectués par des travailleurs qui gagnent au moins 16 dollars de l'heure.
Le Canada se voit imposer un allongement de la durée minimale du droit d'auteur, désormais fixé à 70 ans (75 ans pour les enregistrements sonores) à la suite de la mort de l'auteur.
La Chine considère qu'elle peut être lésée par une clause qui donnerait le cas échéant aux États-Unis un droit de véto sur toute discussion de libre-échange du Canada ou du Mexique avec la Chine.
Le mécanisme de règlement des différends entre investisseurs et États (RDIE), qui permet aux entreprises de poursuivre devant des tribunaux les Etats dont certaines décisions auraient affecté leurs intérêts, voit son champ d'application réduit par rapport aux dispositions de l'ALENA. En 25 ans, à une exception près, toutes les indemnisations versées à des entreprises dans des affaires relatives à l'environnement faisaient suite à des plaintes de sociétés américaines contre des politiques publiques canadiennes.
Le nouvel accord incorpore de meilleures garanties sur la reconnaissance du droit de grève, sur la violence contre les syndicalistes et l'exploitation des travailleurs immigrés. En revanche, il ne fait aucune mention du réchauffement climatique et est jugé très en dessous des attentes sur la question de l'environnement.
L’industrie agroalimentaire, très influente, parvient à faire inscrire la plupart de ses principales exigences, notamment en réduisant la réglementation sur la protection des consommateurs.

## Conflits
Le 6 août 2020, le président Donald Trump a annoncé qu'il était sur le point d'imposer des tarifs de 10 % sur l'aluminium canadien à partir du 16 août 2020. L'allié canadien a immédiatement dénoncé une mesure inacceptable et mis en garde rapidement pour imposer des mesures de rétorsion de valeur équivalente. Le Canada a également annoncé un tarif de 3,6 milliards de dollars canadiens (2,7 milliards de dollars des États-Unis) sur les produits d'aluminium américains.
Dès son retour au pouvoir, en janvier 2025, Donald Trump relève les droits de douane contre le Mexique et le Canada, entraînant des mesures de rétorsion de la part de ces derniers.